# Суспільне Харків
«Суспільне Харків» (Фі́лія АТ «НСТУ» «Ха́рківська регіона́льна дире́кція») — українська регіональна суспільна телерадіокомпанія, філія Національної суспільної телерадіокомпанії України, до якої входять однойменний телеканал, радіоканал «Українське радіо Харків» та діджитал-платформи, які мовлять на території Харківської області.

## Історія
16 листопада 1924 року о 19:00 з гучномовців пролунало «Ало, ало! Говорить Харків! Всім! Всім! Всім! Працює перша в Україні радіотелефонна станція!». Це стало початком радіомовлення в Харкові та в Україні (тоді УРСР). Першою передачею, яка ретранслювалось через вуличні гучномовці, був концерт харківських артистів.
Харківська радіостанція в перші роки була оббита кінськими попонами.
Харківську радіостанцію можна було прийняти у багатьох містах Європи, зокрема, у Берліні, Парижі, Відні, Римі та інших. Німецька агенція «Радіо-експрес» зазначала, що харківську станцію приймати було легше, аніж передачі радіостанції «Великого Комінтерну», яка була розташована під Москвою.
23 лютого 1951 року вийшла в ефір перша телепрограма харківського любительського телецентру, сформованого у радіоклубі. До створення секції телевізійників та телецентру у радіоклубі був причетний Володимир Семенович Вовченко.
1953 року було ухвалено рішення про спорудження у Харкові промислового телецентру. Харківський телецентр став першим в СРСР, в якому було впроваджено зразок типового телецентру. Перші роки характеризувались відсутністю необхідних майданчиків, оснащення та апаратури.
31 березня 1955 року Міністерства культури СРСР у Харкові було створено студію телебачення. 1 травня того ж року в ефір вийшла перша телепередача — концерт провідних харківських артистів.
Першими телепередачами були, головно, фільми, спектаклі та концерти, а тому до телецентру прийшли театральні режисери Володимир Воронов та Яків Резніков. Програма передач також поповнилась літературними передачами та телеспектаклями. Пізніше з'явились телепередачі для дітей («Зайчик-книгоноша», «Веселий потяг» та ін.).
1956 року Харківський телецентр отримав пересувну телевізійну станцію на «три камери», завдяки чому харків'яни висвітлювали VI Всесвітній фестиваль молоді і студентів у Москві.
1962 року з допомогою ПТС було підготовлено телепередачу про Харків та його визначні місця. Неодноразово велись передачі за допомогою ПТС з цехів заводів, наукових інститутів, вишів, сіл, а також святкові заходи, спортивні події, концерти, вистави.
Харківське телебачення виходило на союзний екран з різними передачами, зокрема, з «Вогниками» та «КВК». Також на телецентрі було знято низка художніх фільмів, зокрема, «Шилов та інші» та «Тореадори з Васюківки» Самарія Зелікіна.
З 2017 року телерадіокомпанія є філією українського Суспільного мовлення — Національної суспільної телерадіокомпанії України.
6 червня 2018 року філія отримала назву «UA: Харків», замість «ОТБ».
14 квітня 2019 року близько 11:20 Харківське радіо почало мовити у Харкові, на частоті 106,1 FM, а мовлення у діапазоні ультракоротких хвиль 67,13 МГц припинено 21 травня 2019 року о 18:07 .
14 травня 2019 телеканал розпочав мовлення у форматі 16:9.
23 травня 2022 року в зв'язку з оновленням дизайн-системи брендів НСТУ телерадіокомпанія змінила назву на «Суспільне Харків».
З 20 листопада по 18 грудня 2022 року телеканал філії транслював Чемпіонат світу з футболу 2022.

## Телебачення
«Суспільне Харків» — український регіональний суспільний телеканал, який мовить на території Харківської області.

### Наповнення етеру
Етерне наповнення мовника — інформаційні, соціально-публіцистичні та культурно-мистецькі програми виробництва творчих об'єднань НСТУ та «Суспільне Харків».

#### Програми
- «Суспільне. Студія»
- «Суспільне Новини»
- «Суспільне Спорт»
- «Тиждень. Харків»

##### Архівні програми
- «Суспільне. Спротив»
- «Новини»
- «Сьогодні. Головне»
- «Ранок на Суспільному»
- «Виборчий округ»
- «Дебати»
- «Звіти наживо»
- «Спільно»
- «Своя земля»
- «ArtManual»
- «TVій Ранок»
- «Тема дня»
- Служба телевізійної інформації «Новини»
  - «Суспільне Новини. Харків» (2005—2012: «ОТБ-Новини»; 2012—2018: «Сьогодення»; 2018—2022 «Новини»)
  - «Інформбюро»
  - «Бізнес клас»
- Редакція «Райдуга»
  - «Життя ще простіше»
  - «Дім. Сад. Город»
  - Народний телевізійний роман «Мати»
  - «Не підлягає забуттю»
  - «Дзеркало науки»
  - «Європоступ»
- Редакція «Максимум»
  - «Харків online. Ранок» (з 2005 по 2012 рік — «Ранковий максимум»)
  - «Харків online. День»
  - «Харків online. Вечір»
  - «Animals»
  - «Правила кухні»
  - «Ad fontes»
  - «Етикет»
  - «Доброго Вам здоров'я»
  - «Подіум»
  - «Чай удвох»
  - «Погода»
- Редакція громадсько-політичного мовлення
  - Ток-шоу «Лабіринт»
  - «PRO Закон»
  - «Стоп-кадр»
- Редакція дитячо-молодіжних програм
  - Форум
  - «Молодіжний портал»
  - «Маленька перерва»
  - «Всезнайко»
- Редакція спортивних програм
  - «Новини-спорт»
  - «Харків спортивний»
  - «Спортивний тиждень»
  - «Харків футбольний»
  - «Телематч»
  - «Стадіон»
  - «Стадіон Євро-2012»
  - «Спорт. No comment»

### Мовлення
Передача цифрового мовлення телеканалу відбувається в мультиплексі MX-5 (DVB-T2) у форматі 1080i 16:9  (HDTV). Трансляція мовника також доступна на сайті «Суспільне Харків» в розділі «Онлайн».

#### Час мовлення
Часові відрізки мовлення телеканалу «Суспільне Харків»:
- до 31 грудня 2017 — 18 годин на добу[7]
- з 1 січня по 31 грудня 2018 — з 7:00 до 10:00, з 13:30 до 21:00
- з 1 січня 2019 по 15 липня 2020 — з 7:00 до 23:00
- з 16 липня по вересень 2020 — з 6:00 до 22:00
- з вересня 2020 до 10 січня 2021 — з 6:00 до 23:00
- з 11 січня 2021 — цілодобово
  - з 2 квітня 2021 — з 2:00 до 20:00 (аналогове мовлення, спільне мовлення з телеканалом «Р-1»)[8]

Час мовлення радіо — 12:10-13:00; 17:10-18:00; 20:10-20:50

## Радіо
У Харківській області НСТУ мовить на радіоканалі «Українське радіо Харків».

### Наповнення етеру

#### Програми
- «Про головне»
- «Відкритий доступ»

##### Архівні програми
- «Зворотний зв'язок» — інформаційна програма харківського радіо
- «Харківська домінанта»
- «Ранковий ексклюзив»
- «Агроперспектива»
- «Енергоіспит»
- «Аз»
- «Будьмо здорові»
- «На гостини до муз»
- «Муравський шлях» — культурно-мистецький радіоцикл
- «Імена»

### Мовлення
- Берестин — 107,6 МГц
- Зачепилівка — 103,7 МГц
- Златопіль — 106,2 МГц
- Кегичівка — 104,3 МГц
- Краснокутськ — 91,5 МГц
- Харків — 106,1 МГц

## Діджитал
У діджиталі телерадіокомпанія «Суспільне Харків» представлена вебсайтом та сторінками у Facebook, Instagram, YouTube та Telegram. Крім того, на сайті «Суспільне Новини» є розділ про новини Харківщини.

## Логотипи
Телерадіокомпанія змінила 4 логотипи. Нинішній — 5-й за рахунком.
| Логотип | Опис                                            |
| ------- | ----------------------------------------------- |
|         | Логотип з 1990 до 2005 року                     |
|         | Логотип з 2005 до січня 2012 року               |
|         | Логотип з січня 2012 року до 5 червня 2018 року |
|         | Логотип з 22 липня 2018 до 22 травня 2022 року  |
|         | Логотип з 23 травня 2022 року дотепер           |

### Хронологія назв
| Дата      | Назва                    |
| --------- | ------------------------ |
| 1955—1990 | «Харківська програма ЦТ» |
| 1990—2005 | «Харків»                 |
| 2005—2018 | «ОТБ»                    |
| 2018—2022 | «UA: Харків»             |
| з 2022    | «Суспільне Харків»       |

## Покриття
Цифрове мовлення (на частоті мультиплексу MX-5)
- Харків — 58 ТВК (потужність передавача 1,0 кВт)
- Великий Бурлук — 52 ТВК (потужність передавача 0,2 кВт)
- Лозова — 59 ТВК (потужність передавача 0,5 кВт)

 Цифрове мовлення
- Кегичівка — 40 ТВК (потужність передавача 0,5 кВт)

Мапа покриття цифрового мовлення телеканалу «Суспільне Харків»